# Uomo Impossibile
L'Uomo Impossibile (The Impossible Man) è un personaggio dei fumetti, creato da Stan Lee (testi) e Jack Kirby (disegni), pubblicato dalla Marvel Comics. Il suo esordio è su Fantastic Four (prima serie) n. 11 (febbraio 1963).
È un alieno, originario del pianeta Poppup, eccentrico e dispettoso, avversario principalmente dei Fantastici Quattro, sebbene abbia affrontato altri supereroi come gli X-Men e l'Uomo Ragno.

## Storia
L'Uomo Impossibile appartiene alla razza dei Poppuppiani, che ha sviluppato il potere di trasformarsi in qualunque cosa per sopravvivere nel loro mondo, dall'ambiente molto ostile. Esplorando l'universo visitò la Terra, dove si scontrò con i Fantastici Quattro, che gli diedero il nome di “Uomo Impossibile” (i Poppuppiani non hanno bisogno di nomi, essendo in grado di riconoscersi all'istante). Per sbarazzarsi di lui, gli eroi e il resto dei terrestri finsero di non interessarsi alle sue imprese, spingendolo così a lasciare la terra.
Una volta tornato sul suo pianeta, gli altri membri della sua razza, annoiati dalla mancanza di sfide, gli chiesero di portare il divoratore di mondi Galactus sul pianeta, il quale divorò il pianeta. Dato che la razza poppuppiana possedeva una sola mente, essa continuò a vivere nell'Uomo Impossibile. Incontrando presto i Fantastici Quattro, ritornò con loro sulla Terra, studiando la sua cultura popolare e conobbe l'idea terrestre d’amore. Producendo asessualmente un clone femminile, partì con lei per lo spazio per esplorarlo.
I due tentarono di ricreare la propria razza, clonando diversi discendenti da se stessi. Tuttavia i cloni svilupparono delle menti autonome e non crearono mai una coscienza di gruppo. L'Uomo Impossibile tornò sulla Terra, affermando di partecipare ad una caccia al tesoro galattica per essere degno di guidare la sua nuova razza dal pensiero indipendente.
Raccolse molti “tesori” collegati ai supereroi terrestri. Anche a causa dell'interferenza degli X-Men perse la gara e lasciò di nuovo la Terra.
Per ragioni non del tutto chiare, ma probabilmente a causa della noia che provava con la sua razza, abbandonò la sua “famiglia” e tornò sulla Terra, dove si scontrò con diversi super-eroi. In seguito, venuto a conoscenza delle macchinazioni di Thanos, suggerì a Silver Surfer di usare l'umorismo per sconfiggere l'adoratore della morte.

## Poteri e abilità
Come tutti i membri della sua razza, l'Uomo Impossibile ha il potere di tramutarsi in qualunque cosa, anche oggetti inanimati, grazie al controllo completo delle proprie molecole, ma rimanendo sempre verde e viola.
Tali trasformazioni non sono solo "superficiali", ma anche fisiche. Ad esempio può trasformarsi in una navicella, in grado di volare nello spazio e superare la velocità della luce, oppure aumentare la propria massa a dismisura, incrementando forza e velocità. Inoltre, può anche copiare i poteri delle persone in cui si trasforma. Ha anche la capacità di teletrasportarsi attraverso vaste distanze interstellari e persino dimensioni, un effetto comunemente accompagnato da un effetto sonoro "Pop!".
Galactus stesso lo descrive come un essere estremamente potente tanto che secondo lui sarebbe in grado di sconfiggere la Fenice senza troppi problemi.
È inoltre il più potente della sua razza.

## Marvel Vs. DC
Nel mega-crossover Marvel Vs DC l'Uomo Impossibile sfida l'altrettanto folle Mister Mxyzptlk: i due per scommessa trasportano Silver Surfer nell'universo DC e Superman in quello della Marvel, per vedere chi si adattasse meglio al cambiamento: poi, unendo i loro poteri, si spacciarono per il Super-Skrull e attaccarono l'eroe kriptoniano (Mister Mxyzptlk si trasformò nelle braccia di pietra arancione in stile La Cosa), venendo però scoperti in poco tempo e facilmente sconfitti.
Infine scoppiò una rissa tra i due, che si azzuffarono trasformandosi in personaggi dei rispettivi universi, inclusi Hulk e Doomsday.